# 锡克曼南鳅
錫克曼南鰍（學名：Schistura sikmaiensis）為輻鰭魚綱鯉形目條鰍科南鰍屬的其中一種。分布於亞洲伊洛瓦底江流域，體長可達7.8公分，棲息在水流湍急、礫石底質的河川底層水域，生活習性不明。

## 扩展阅读
維基物種上的相關：錫克曼南鰍